# Naila Ayesh
 (décembre 2024).
La mise en forme du texte ne suit pas les recommandations de Wikipédia : il faut le « wikifier ».
Les points d'amélioration suivants sont les cas les plus fréquents :
- Les titres sont pré-formatés par le logiciel. Ils ne sont ni en capitales, ni en gras.
- Le texte ne doit pas être écrit en capitales (les noms de famille non plus), ni en gras, ni en italique, ni en « petit »…
- Le gras n'est utilisé que pour surligner le titre de l'article dans l'introduction, une seule fois.
- L'italique est rarement utilisé : mots en langue étrangère, titres d'œuvres, noms de bateaux, etc.
- Les citations ne sont pas en italique mais en corps de texte normal. Elles sont entourées par des guillemets français : « et ».
- Les listes à puces sont à éviter, des paragraphes rédigés étant largement préférés. Les tableaux sont à réserver à la présentation de données structurées (résultats, etc.).
- Les appels de note de bas de page (petits chiffres en exposant, introduits par l'outil «  Source ») sont à placer entre la fin de phrase et le point final[comme ça].
- Les liens internes (vers d'autres articles de Wikipédia) sont à choisir avec parcimonie. Créez des liens vers des articles approfondissant le sujet. Les termes génériques sans rapport avec le sujet sont à éviter, ainsi que les répétitions de liens vers un même terme.
- Les liens externes sont à placer uniquement dans une section « Liens externes », à la fin de l'article. Ces liens sont à choisir avec parcimonie suivant les règles définies. Si un lien sert de source à l'article, son insertion dans le texte est à faire par les notes de bas de page.
- La présentation des références doit suivre les conventions bibliographiques. Il est recommandé d'utiliser les modèles {{Ouvrage}}, {{Chapitre}}, {{Article}}, {{Lien web}} et/ou {{Bibliographie}}. Le mode d'édition visuel peut mettre en forme automatiquement les références.
- Insérer une infobox (cadre d'informations à droite) n'est pas obligatoire pour parachever la mise en page.

Pour une aide détaillée, merci de consulter Aide:Wikification.
Si vous pensez que ces points ont été résolus, vous pouvez retirer ce bandeau et améliorer la mise en forme d'un autre article.
Naila Ayesh, née en 1961 à Naplouse, Cisjordanie, est une militante féministe palestinienne.

## Biographie
Naila Ayesh, née à Naplouse en 1961, est une militante palestinienne pour les droits des femmes et les droits humains. Elle a été la directrice de l'organisation non gouvernementale "Centre pour les Affaires Féminines" (WAC) à Gaza, en Palestine, et a travaillé sur de nombreux projets pour soutenir les femmes et les enfants. Naila Ayesh est une militante dévouée qui a consacré sa vie à la lutte pour la liberté et l'indépendance de la Palestine. 
Son histoire personnelle, narrée dans le film Naila and the Uprising, offre un éclairage unique sur le rôle des femmes dans la première intifada et la lutte pour la reconnaissance de l'identité palestinienne. Le film, réalisé par Julia Bacha, est projeté dans le cadre du Karama Beirut Human Rights Film Festival (Karama HRFF) à Beyrouth en 2018 et du Festival du Film et Forum International sur les Droits Humains (FIFDH) à Genève en 2018. Naila Ayesh a travaillé en tant que coordinatrice et médiatrice lors du projet « Advancing the Rights of Vulnerable Palestinian Women and Children in East Jerusalem », et a également soutenu d’autres projets pour l’émancipation des femmes, des femmes et enfants victimes de violences, ainsi que des jeunes.

### Jeunesse et éducation
Naila Ayesh est née en 1961 à Naplouse, en Cisjordanie, et a grandi sous l'occupation israélienne. Elle a été scolarisée au collège et au lycée de Ramallah. En 1969, elle est âgée de 8 ans. Elle est en récréation lorsqu’elle entend des explosions à 10h du matin. C’est sa maison à Lifta qui est démolie, celle de ses parents et de ses 4 sœurs. Cet événement a installé en elle un sentiment d’hostilité envers l’occupation israélienne. Naila Ayesh commence à s'impliquer dans le militantisme politique lorsqu'elle arrive au lycée. Elle postule pour une bourse afin d’étudier à l’Académie bulgare des Sciences à Sofia en Bulgarie, ce qui lui permettra d’apprendre de manière plus libre, sans être sous le contrôle constant des politiques de restrictions israéliennes. Elle y rencontre en 1980 son futur mari Jamal Zakout, un militant politique originaire de Gaza et président de l’union étudiante. Naila Ayesh obtient son diplôme et rentre à Ramallah, où elle marie directement Jamal. Ils ont le même désir : mettre fin à l’occupation.

### Carrière et militantisme
Lors de son retour à Ramallah après ses études en Bulgarie, Naila Ayesh rejoint les jeunes du Front démocratique pour la libération de la Palestine ( ٱلجَّبْهَة ٱلدِّيمُوقْرَاطِيَّة لِتَحْرِير فِلَسْطِين ), un parti politique fondé en 1968 par Nayef Hawatmeh. Elle a été attirée par le groupe en raison de son soutien aux femmes et de son engagement en faveur de la participation des femmes aux activités politiques. À cette époque, les partis politiques commencent à prendre forme malgré le danger couru d’y participer.
En février 1987, Naila Ayesh est au début de sa maternité lorsqu’elle est arrêtée par les forces israéliennes dans sa maison à Gaza. Emmenée à la prison d’Al-Maskubia (المَسكُوبِية) à Jérusalem, elle est interrogée pendant deux semaines enchaînée à une chaise dans des positions inconfortables. Elle est laissée dehors dans le froid et sous la pluie, sans attention médicale. Les forces israéliennes continuent à la détenir tant qu’elle n’avoue pas son affiliation au Front Démocratique (FDLP). Son mari Jamal parviendra à contacter des journalistes israéliens, dont Oren Cohen, qui l’aideront à médiatiser les conditions d’incarcération de sa femme. Selon le journaliste, le centre de détention est resté silencieux pendant un mois avant de tenir une conférence de presse pour nier les faits et pour se dédouaner de son rôle dans le traitement de leur prisonnière, remettant la faute sur les services secrets. Grâce à la forte pression médiatique, les autorités la libèrent enfin de prison. Mais sous la torture, Naila Ayesh perd son enfant.
Le 10 janvier 1988, Jamal écrit le premier bulletin qui sera distribué dans les rues des territoires occupés palestiniens, appelant tous les groupes militants à participer à l’Intifada. Jamal Zakout et Mohamed Al-Labadi distribuent ces bulletins signés par le Commandement Unifié de l'Intifada qui n’existait alors.
Après sa libération de prison, Naila Ayesh a continué à être active dans le militantisme politique, en aidant à distribuer des tracts d'information et à organiser des manifestations. Elle a joué un rôle important dans la communication des informations concernant les manifestations et les boycotts prévus. Naila Ayesh retombe enceinte, malgré les inquiétudes d’elle et de son mari à fonder une famille. Mais 4 jours avant son accouchement, Jamal se fait arrêter par les autorités israéliennes et exiler. Elle donne naissance à un fils, qu’elle nomme Majd.
En juillet 1988, cela fait 8 mois depuis le début de l’Intifada. Israël avait alors déjà déplacé 1 232 Palestiniens de leur terre d’origine. Leurs familles se réunissent à Jérusalem, les femmes toujours majoritaires et parmi elles Naila Ayesh, car la plupart des hommes étaient soit en prison soit tués par Israël. Chaque parti avait un comité féminin qui organisait des ateliers de couture ou de cuisine afin de cacher le travail clandestin d’organisation politique.
À la suite des boycotts et de la fermeture des commerces palestiniens, l’économie israélienne prend un coup. Selon un article du New York Times, la radio israélienne annonce en juillet 1988 que le ministre des affaires étrangères Shimon Peres prévient le danger de l’économie si la rébellion continuait. L’armée impose des couvre-feux à environ 225 000 Palestiniens, et dans les camps de réfugiés pendant plusieurs semaines. Naila Ayesh et d’autres femmes allaient visiter les camps de réfugiés sous prétexte de distribuer du pain, alors qu’en réalité dans chaque sac se trouvait un tract avec des directions à suivre. Le comité féminin dans lequel elle participait organisait des journées médicales éducatives et les professeurs formaient des comités éducatifs clandestins pour enseigner aux enfants de leur quartier. Ils actaient en tant que pseudo-gouvernement qui organisait la vie des Palestiniens.
En octobre 1988, Naila Ayesh se fait arrêter par les autorités israéliennes dans son domicile à minuit. Elle est forcée de laisser son fils, alors âgé de 6 mois. Les autorités l’emmènent à la prison pour prisonnières politiques, Telmond, et l'informent qu’ils la garderont pendant 6 mois sans motif judiciairement valable. Sans parents, les parents de Jamal ont pris soin de Majd jusqu’à ce que l’occupation accepte la réunion de Naila Ayesh avec son enfant en prison, à la suite des efforts de sa famille pour lancer une campagne politique et médiatique pour sa libération. Elle a noué des liens très forts avec les autres prisonnières pendant les 6 mois qu’elle a passés en prison, les relations qu’elles partageaient étaient similaires à une grande famille.
En avril 1989, Naila Ayesh sort de prison lorsque son fils a 1 an. Elle souhaite rejoindre Jamal au Caire, que Majd n’avait connu qu’à travers les vidéos de mariage, mais les autorités israéliennes ne la laissent pas voyager. Elle et sa famille commencèrent à contacter toutes les organisations humanitaires et d'anti-occupation, et les consulats à Tel-Aviv et Jérusalem. Elle prenait parole lors des rassemblements entre les femmes israéliennes et palestiniennes pour lutter directement contre l’occupation sur la scène mondiale. Comme d’autres femmes palestiniennes impliquées dans la politique de libération, Naila Ayesh craignait que le prêt de 10 milliards de dollars des Américains à Israël serait employé pour financer les installations coloniales sur les territoires palestiniens.
Lorsque Majd fête ses deux ans, Naila Ayesh ne peut toujours pas voyager. La seule manière pour elle de se déplacer serait, selon son avocat, qu’elle consente à un exil de deux ans. Mais elle savait que c’était un moyen pour Israël de vider la Palestine de sa population, interdisant ensuite le droit au retour. Elle prend cette décision avec beaucoup de mal et rejoint son mari au Caire, où Majd rencontre enfin son père.
Pour la conférence de Madrid de 1991, Israël refuse toute communication directe avec l’OLP. Ainsi, une délégation composée de femmes se forme depuis les territoires occupés palestiniens, dont Dr Hanan Achrawi est la porte-parole. La délégation apprend comme le reste du monde, à travers les médias, l’existence des communications secrètes entre les représentants de l’OLP à l’étranger et Israël, c’est-à-dire les accords d’Olso du 9 septembre 1993. Les femmes militantes palestiniennes, absentes des groupes de négociation, suggèrent que l’Intifada n’aurait pas dû s’arrêter tant que leurs exigences n’avaient pas été acceptées. L’année suivant l’installation de l’Autorité Palestinienne en 1993, Naila Ayesh devient directrice du Centre des Affaires Féminines (WAC) afin d’encourager la participation des femmes à la vie politique et où elle a travaillé pour promouvoir les droits des femmes. Elle a fait partie de celles qui ont contribué à changer la société d’une manière exceptionnelle. Naila Ayesh a également travaillé en tant que coordinatrice et médiatrice pour le projet "Advancing the Rights of Vulnerable Palestinian Women and Children in East Jerusalem", et a soutenu de nombreux autres projets pour l'émancipation des femmes, des femmes et des enfants victimes de violence, ainsi que pour la jeunesse.

## Le film «Naila and the Uprising» 2017, Julia Bacha
Le film dont elle fait l’objet, « Naila and the Uprising », réalisé en 2017 par Julia Bacha, narre l’histoire d’une jeune femme gazaouie qui rejoint une organisation clandestine de femmes militantes pour la reconnaissance de l’identité palestinienne. Son histoire a lieu à Gaza, Palestine, dans les années 1980. Elle est enceinte lors de sa première incarcération par les services secrets israéliens « Shin Bet ». À sa sortie elle se charge de la communication des informations concernant les manifestations et les boycotts prévus à l’aide de tracts qu’elle distribue en secret. La révolte des Palestiniens croît et les accords d’Oslo finissent par être signés en 1993. Mais, pour ces femmes qui ont tant milité pour leur reconnaissance, les accords sont insuffisants, ils ont été signés sans l’avis du peuple mais surtout sans l’accord du mouvement féminin qui avait permis à la révolte de prendre place et qui avait commencé à s’intégrer au sein de la délégation palestinienne. Ce film nous permet de remettre en perspective l’histoire qui néglige la présence de ces femmes qui ont lutté pour leur identité. Naila Ayesh en a fait partie, et a joué un très grand rôle pendant les révoltes de la première Intifada.
Naila Ayesh, figure emblématique de cette lutte, incarne le courage et la détermination des femmes palestiniennes qui ont œuvré pour leur reconnaissance et leur liberté. Son histoire personnelle, narrée en arabe et illustrée à travers des animations, des images d'archives et des interviews exclusifs donnés dans le cadre de la production du film, offre un éclairage unique sur cette période de l’histoire.

## Rôle des femmes dans la première Intifada
Le film Naila and the Uprising souligne le rôle important que les femmes ont joué dans la première Intifada, en particulier dans la coordination des manifestations et des boycotts. Les femmes ont également fourni un soutien essentiel aux militants emprisonnés et à leurs familles. Cependant, malgré leur contribution importante et essentielle, elles ont été largement exclues des négociations officielles qui ont conduit aux accords d'Oslo en 1993.